# Konyszko (Ohrid)
Konyszko (macedónul: Коњско) település Észak-Macedóniában, a Délnyugati körzet Ohridi járásában.

## Népesség
| Lakosok száma | 600  | 599  | 660  | 706  | 724  | 655  | 590  | 22   | 115  |
|               | 1948 | 1953 | 1961 | 1971 | 1981 | 1991 | 1994 | 2002 | 2021 |

2002-ben 22 lakosa volt, akik mindannyian macedónok.